# Doma Ákos
Doma Ákos (Budapest, 1963. –) magyar származású német író és műfordító.

## Életpályája

### Gyermekkor és tanulás
Gyermekkorát Magyarországon töltötte; szüleivel Olaszországon át Angliába emigrált, mielőtt 14 évesen (1977) Ambergbe érkezett. 1984-ben végezte el az Erasmus Gimnáziumot Ambergben. Ezután két évig Münchenben tanult anglisztikát, amerikanisztikát és germanisztikát. 1986-banaz Eichstätt-i Katolikus Egyetem hallgatója lett. 1994-ben doktorált.

### Író és műfordító
Az Idióta című debütáló regényét 2001-ben adta ki a Rotbuch Verlag. Többek között Földényi F. László, Hamvas Béla, Nádas Péter és Márai Sándor műveit fordította németre. Fordításaiért számos díjat kapott, köztük a Luise Adelgunde Victorie Gottsched ösztöndíjat (2011). A Künstlerhaus Lauenburg (2006), a Stiftung Künstlerdorf Schöppingen (2007, 2010) és a Schleswig-Holsteinischer Künstlerhaus Eckernförde (2010) ösztöndíjasa volt.
A 2011-ben megjelent Die Allgemeine Tauglichkeit című regényéért Adelbert von Chamisso-díjat kapott. A zsűri kijelentette, hogy "modern, szélhámos vígjátékot készített nyelvileg kifinomultan és rendkívül viccesen". A regényt a Független Kiadó Hotlist-díjára jelölték. 2012-ben Drezda városi hivatalnokává választották. 2013-ban Spreewald Irodalmi Ösztöndíjat, valamint ösztöndíjat kapott a stuttgarti íróházban (2013) és a Heinrich Heine-házban Lüneburg-ban (2014). 2014-ben Prága irodalmi ösztöndíját és Bajorország Szabadállamának irodalmi ösztöndíját kapta "munkájának kiemelkedő irodalmi minőségéért". 2015-ben ösztöndíjat kapott a velencei Német Tanulmányi Központtól. A vágyak útja című harmadik regénye bekerült a német könyvdíj hosszú listájára. 2019-ben Rheinsberg főjegyzője volt. 2020-ban Földényi F. László A melankólia dicsérete című könyv fordításáért megkapta az európai megértés lipcsei könyvdíját.

## Magánélete
Németországban telepedett le; Eichstättben él.

## Művei

### Regények
- Der Müßiggänger. Rotbuch Verlag, Hamburg 2001 ISBN 978-3-434-53075-6
- Die allgemeine Tauglichkeit. Rotbuch Verlag, Berlin 2011 ISBN 978-3-86789-124-0
- Der Weg der Wünsche. Rowohlt Berlin Verlag, Berlin 2016 ISBN 978-3-87134-839-6

### Esszék, cikkek
- „Abschied von Amerika“, Kafka 8/2002, Goethe-Institut
- „‚EU-phorie’ von oben“, Donaukurier, 30.4.2004
- „Das Spiel meines Lebens“, Donaukurier, 6./7.5.2006
- „Hinter der Maske, die blanke Angst“, TAZ, 22.8.2006
- „Schreiben ist nicht Leben – es ist dessen Gegenteil“, TAZ, 14.9.2006
- „Der Garten, das Schloß und die Nacht. Alain Resnais’ Letztes Jahr in Marienbad“ in: Hortus Wander Wunder Kammer, Eichstätt 2008
- „‚Ich habe die Zeit für mich, ich kann warten’. Vor 150 Jahren wurde Knut Hamsun geboren“, Donaukurier, 1./2.8.2009
- „Hamsun für Anfänger“, Neue Zürcher Zeitung, 8./9.8.2009
- „Die Neuerfindung des Kinos. Vor 50 Jahren begann die Nouvelle Vague“, Donaukurier, 10./11.10.2009
- „Der Ruf ist ruiniert. Die Kritik an Ungarn ist scheinheilig“, Süddeutsche Zeitung, 11.11.2011
- „Wir und Europa“. Blog. Goethe-Institut, Budapest. August–Dezember 2012
- „Geburtstagsgruß. Zum 70. Geburtstag von Péter Nádas“, Enigma 70, Budapest, 2012
- „Prager Netz-Tagebuch“, Prager Literaturhaus/Literaturhaus Bremen, August–September 2014 (www.literaturhaus-bremen.de/prager-netztagebuch-20-august-2014)
- Ralf Hentrich, Über Horizonte hinaus, Kunstmuseum Dieselkraftwerk Cottbus, Cottbus 2014 (Einführung zum Katalog)
- „Vorbei“ (Erzählung) und „Die Stille der Bleiche“ (Gedicht), in Spreewald Anthologie V, Cottbus 2015
- „Ganz die Alte“ (Budapest-Essay), ADAC Reisemagazin: Budapest, München 2016
- „Rausch und Melancholie der Farben“, Kahnpost 4/2016
- „Eine Bücherkapelle“, Börsenblatt 17-2017
- „Die Zähmung der Freiheit. Fußball und Neoliberalismus“, Der tödliche Pass. Heft 87, 2017
- „Liebe in Zeiten der Biophobie. Jean Eustaches Film Die Mama und die Hure“. Rheinsberger Bogen 49, Rheinsberg 2019. Auch ersch. in: Hier soll Preußen schön sein. Hrsg.: Peter Böthig. Quintus Verlag, Berlin 2020
- "Vorbei" (Erzählung). Decamerone globale 2020

### Műfordítások
- László F. Földényi, Heinrich von Kleist. Im Netz der Wörter, Matthes & Seitz, München, 1999. 552 S.
- Péter Nádas, Schöne Geschichte der Fotografie, Berlin V., Berlin, 2001. 132 S.
- László F. Földényi, Newtons Traum. Matthes & Seitz, Berlin, 2005. 288 S.
- Béla Hamvas, Kierkegaard in Sizilien. Ausgewählte Essays, Matthes & Seitz, Berlin, 2006. 288 S.
- Berlin, meine Liebe. Schließen Sie bitte die Augen. Ungarische Autoren schreiben über Berlin. Hrsg.: N. Hartl. Matthes & Seitz, Berlin, 2006. 252 S. (Mitübers.)
- Péter Nádas, Spurensicherung, Berlin Verlag, Berlin, 2007. 171 S. (Mitübers.)
- László Végel, Exterritorium, Matthes & Seitz, Berlin, 2007. 256 S.
- Sándor Márai, Literat und Europäer. Tagebücher 1943-44, Piper, München, 2009. 472 S.
- László F. Földényi, Schicksallosigkeit. Ein Imre-Kertész-Wörterbuch, Rowohlt, Reinbek, 2009. 363 S.
- Péter Nádas, Schatten an Mauern, Verlag Thomas Reche, Neumarkt i. d. Opf., 2009. 56 S.
- László F. Földényi, H. v. Kleist, E. G. Craig, Marionetten und Übermarionetten, Matthes & Seitz, Berlin, 2011. 160 S. (Mitübers.)
- Péter Nádas, Daniel Graf (Hrsg.), Péter Nádas lesen. Bilder und Texte zu den Parallelgeschichten, Rowohlt, Reinbek b. Hamburg, 2012. 240 S. (Mitübers.)
- Péter Nádas, Arbor mundi. Über Maler, Bildhauer und Fotografen, Nimbus, Wädenswil, 2012. 200 S. (Mitübers.)
- László F. Földényi, Starke Augenblicke. Physiognomie der Mystik. Matthes & Seitz, Berlin, 2013. 212 S.
- Péter Nádas, Gombosszeg, Verlag Thomas Reche, Neumarkt i. d. Opf., 2014, 56 S. (Mitübers.)
- Sándor Márai, Italien, Italien!, Verlag Thomas Reche, Neumarkt i. d. Opf., 2014, 116 S.
- László F. Földényi, Orte des Todes. Matthes & Seitz, Berlin, 2017, 89 S.
- Péter Nádas, Leni weint. Essays, Rowohlt, Reinbek b. Hamburg, 2018, 527 S. (Mitübers.)
- László F. Földényi, Lob der Melancholie, Matthes & Seitz, Berlin, 2019, 277 S. (Leipziger Buchpreis zur Europäischen Verständigung 2020)

## Fordítás
- Ez a szócikk részben vagy egészben  az   Akos Doma című német Wikipédia-szócikk ezen változatának fordításán alapul.  Az eredeti cikk szerkesztőit annak laptörténete sorolja fel. Ez a jelzés csupán a megfogalmazás eredetét és a szerzői jogokat jelzi, nem szolgál a cikkben szereplő információk forrásmegjelöléseként.